# Takeover (Jay-Z)
Takeover è un dissing del rapper statunitense Jay-Z, inserito nell'album del 2001 The Blueprint.

## Descrizione
Il brano è il primo dissing ufficiale che apre la faida tra Jay-Z e Nas (nonostante i due si fossero lanciati attacchi più o meno espliciti in diverse canzoni precedenti). Nella canzone, Jay-Z dissa anche Prodigy dei Mobb Deep, ma il beef tra i due passa in secondo piano.
In Takeover, che contiene campionamenti da Five to One dei The Doors e Sound of da Police di KRS-One, Jay-Z ridicolizza Prodigy, il singolo Shook Ones Pt. II e definisce mediocre l'intera discografia di Nas dopo Illmatic, vantandosi del successo di Dead Presidents in cui è presente un ritornello preso da The World Is Yours di Nas: «So yeah I sampled your voice, you was usin' it wrong / You made it a hot line, I made it a hot song». Il rapper di Brooklyn continua a dissare Nas prendendo di mira anche Oochie Wally, singolo di Nas & Ill Will Records Presents QB's Finest.
Takeover è accolto positivamente, dando vita a una delle più grandi faide pubblicizzate nell'hip-hop dai tempi di Tupac Shakur e Notorious B.I.G..
Con la risposta di Nas, Ether, la faida si chiude a favore di quest'ultimo. Successivamente, la faida proseguì con il freestyle di Jay-Z Supa Ugly, Blueprint 2 (The Blueprint²: The Gift & the Curse) e Last Real Nigga Alive (God's Son), prima di terminare definitivamente in maniera pacifica.